# John Walsh (Erzbischof)

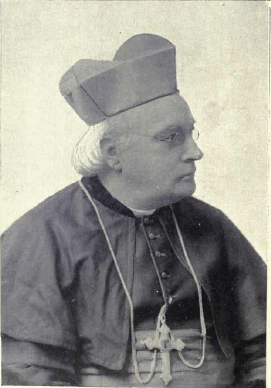
Erzbischof John Walsh

John Walsh (* 24. Mai 1830 in Mooncoin, County Kilkenny, Irland; † 25. Juli 1898 in Toronto) war ein kanadischer römisch-katholischer Geistlicher und Erzbischof von Toronto.

## Leben
Nach dem Besuch des St. John’s College in Waterford, Irland reiste er im Herbst 1852 nach Kanada, wo er seine Studien am Seminar St. Sulpice in Montreal fortsetzte. Am 1. November 1854 empfing er die Priesterweihe.
Papst Pius IX. ernannte ihn am 4. Juni 1867 zum Bischof der damaligen Diözese Sandwich in Ontario. Die Bischofsweihe spendete ihm am 10. November desselben Jahres in Toronto der Erzbischof von Québec Charles-François Baillargeon; Mitkonsekratoren waren Ignace Bourget, Bischof von Montréal, und John Joseph Lynch CM, Bischof (später Erzbischof) von Toronto. Mit der Umbenennung der Diözese Sandwich wurde John Walsh am 15. November 1869 Bischof von London in Ontario.
Am 13. August 1889 wurde John Walsh zum Erzbischof von Toronto erhoben; dieses Amt bekleidete er bis zu seinem Tod im Jahr 1898.